# Dub letní v Horních Počernicích
Dub letní v Horních Počernicích je památný strom, který roste v místní části Chvaly v ulici Ledkovská na soukromém pozemku a je nepřístupný. Dobře viditelný je z ulice Slatiňanská.

## Parametry stromu
- Výška (m): 24,0
- Obvod (cm): 330
- Ochranné pásmo: vyhlášené - kruh o poloměru 11 m
- Datum prvního vyhlášení: 01.08.2007[1]
- Odhadované stáří: 160 let (k roku 2016)[2]

## Popis
Strom má dlouhý rovný kmen, který se dělí na více větví. Jeho koruna má vějířovitý tvar, je pravidelná a bohatě větvená. Svým umístěním na vyvýšeném místě Chval je dub krajinnou dominantou. Jeho stav je velmi dobrý. Prošel zdravotním řezem, při kterém byly odstraněny suché větve.

## Historie
Dub rostl při původní hospodářské usedlosti, která zde stála před rozparcelováním na jednotlivé pozemky.